# NGC 7535
NGC 7535 est une galaxie spirale située dans la constellation de Pégase. Sa vitesse par rapport au fond diffus cosmologique est de 4 106 ± 26 km/s, ce qui correspond à une distance de Hubble de 60,6 ± 4,3 Mpc (∼198 millions d'al). NGC 7535 a été découverte par l'astronome germano-britannique Lewis Swift en 1886. Elle fut redécouverte indépendamment par l'astronome américain Lewis Swift le 29 septembre 1886.
La classe de luminosité de NGC 7535 est IV et elle présente une large raie HI.
En raison d'une brillance de surface égale à 14,58 mag/am2, on peut qualifier NGC 7535 de galaxie à faible brillance de surface (LSB en anglais pour low surface brightness). Les galaxies LSB sont des galaxies diffuses (D) avec une brillance de surface inférieure de moins d'une magnitude à celle du ciel nocturne ambiant.
À ce jour, trois mesures non basées sur le décalage vers le rouge (redshift) donnent une distance de 52,133 ± 5,196 Mpc (∼170 millions d'al), ce qui est tout juste à l'extérieur des valeurs de la distance de Hubble. Notons que c'est avec la valeur moyenne des mesures indépendantes, lorsqu'elles existent, que la base de données NASA/IPAC calcule le diamètre d'une galaxie et qu'en conséquence le diamètre de NGC 7535 pourrait être d'environ 31,1 kpc (∼101 000 al) si on utilisait la distance de Hubble pour le calculer.

## Supernova
Deux supernovas ont été observées dans NGC 7535 : AT 2020jds et SN 2021ohf.

### AT 2020jds
Cette supernova a été découverte le 4 mai 2020 par le relevé astronomique ATLAS (Asteroid Terrestrial-impact Last Alert System). D'une magnitude apparente de 18,4 au moment de sa découverte, son type n'a pu être identifié. Sa distance par rapport à la Terre a cependant pu être estimée à environ 52,0 Mpc (∼170 millions d'al).

### SN 2021ohf
Cette supernova a été découverte le 2 juin 2021 par le relevé astronomique ATLAS (Asteroid Terrestrial-impact Last Alert System). D'une magnitude apparente de 19,0 au moment de sa découverte, elle était de type II. Sa distance par rapport à la Terre a été estimée à environ 50,0 Mpc (∼163 millions d'al).

## Groupe de NGC 7515
NGC 7535 est un membre du groupe de NGC 7515. Selon Levy et ses collègues, il s'agit d'un groupe d'avant plan de l'amas de Pégasus I en compagnie de 16 autres galaxies. Ces galaxies sont NGC 7469, NGC 7495, NGC 7515, NGC 7529, NGC 7535, NGC 7536, NGC 7570, NGC 7580, NGC 7591, IC 5283, IC 5292, UGC 12370, UGC 12423, UGC 12426, UGC 12547 et UGC 12555.
Certaines des galaxies mentionnées par Levy et ses collègues sont aussi mentionnées par A.M. Garcia dans un article publié en 1993, soit NGC 7515, NGC 7535, NGC 7536, NGC 7570 et NGC 7580. À ces cinq galaxies, Garcia ajoute les galaxies NGC 7563, UGC 12388, UGC 12403 et MCG 2-59-2. Elles sont dans la même région du ciel et à des distances semblables que les 16 galaxies retenues par Levy. Si l'on ajoute ces quatre dernières galaxies au groupe de NGC 7515, on obtient un total de 20 membres.